# Moline Plow Company
Die Moline Plow Company ist ein ehemaliges US-amerikanisches Unternehmen zur Herstellung von landwirtschaftlichem Gerät und Traktoren. Sie war die Muttergesellschaft eines Automobilherstellers, für kurze Zeit im Besitz von John North Willys und 1929 Teil einer Fusion, aus der Minneapolis-Moline hervorging.

## Unternehmensgeschichte

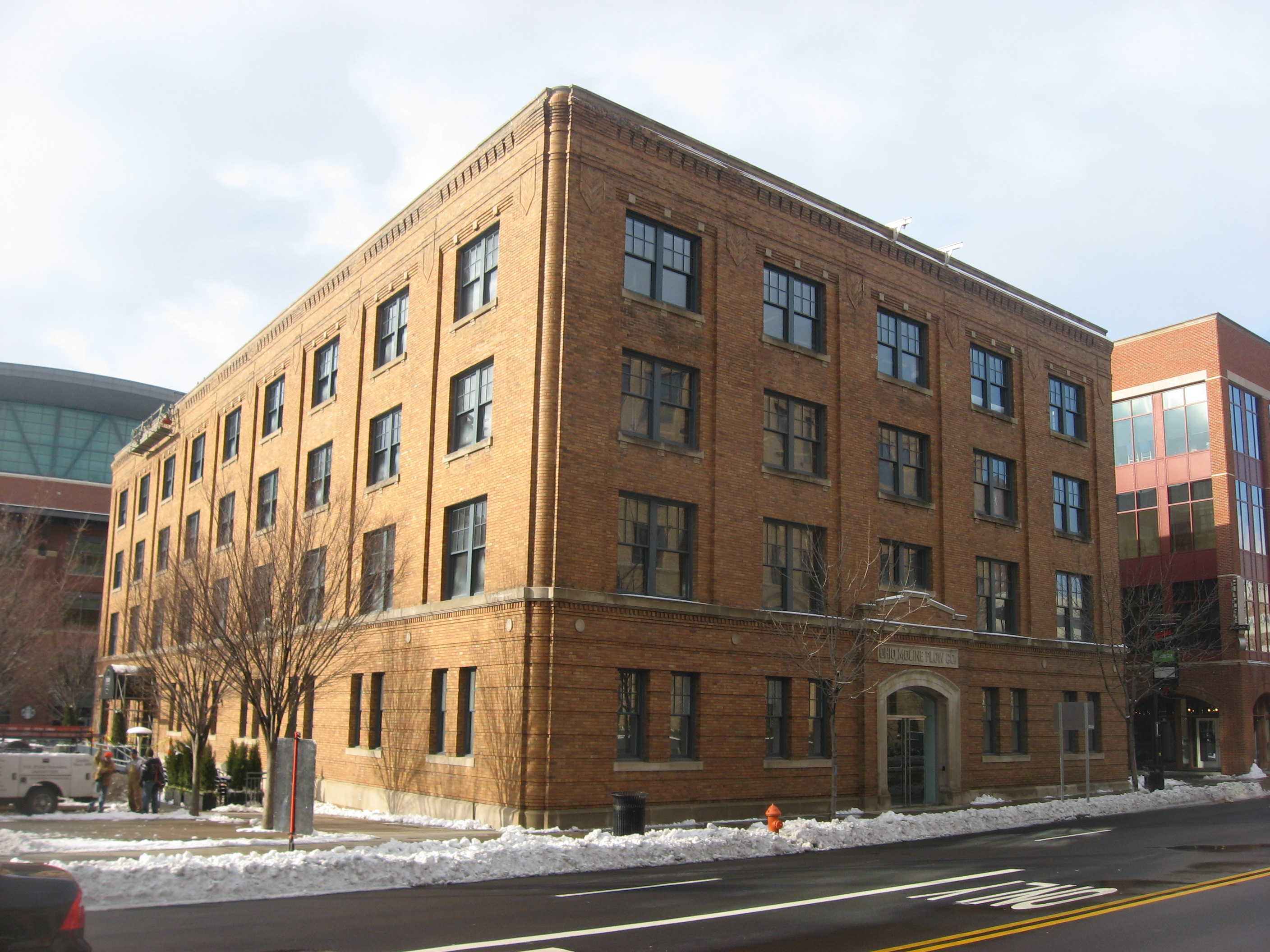
Niederlassung der Moline Plow Company in Columbus (Ohio), errichtet 1913

Die Moline Plow Company wurde 1852 als Candee, Swan & Company in Moline (Rock Island County, Illinois) gegründet. 1866 erfolgte eine Reorganisation als Candee & Swan Implement Company. Das Unternehmen sah in einer Anzeige 1865 als Entstehungsjahr: Manufacturers of Quality Farm Implements since 1865.
Wegen der Verwendung des Markennamens Moline Plow für ihre Pflüge kam es zu einem erbitterten Rechtsstreit mit der ebenfalls ortsansässigen Deere & Company. Nachdem ein Gericht 1867 erstinstanzlich Deere recht gegeben hatte, appellierte Candee & Swan an die nächste Instanz, welche ihr 1871 die Verwendung des Namens erlaubte. Darauf wurde das Unternehmen unter dem Namen seines wichtigsten Produkts erneut reorganisiert. Eine andere Quelle nennt 1870 als Datum dafür. Neben Geräten und Maschinen für die Landwirtschaft entstanden auch Pferde-Buggies und das Transport-Fuhrwerk Mandt Wagon. 1882 erwarb der Vizepräsident der Gesellschaft, George W. Stephens, die Mehrheit an der Unternehmung, das sich unter seiner Leitung zu einem bedeutenden regionalen Anbieter entwickelte und auch durch die Übernahme kleinerer Konkurrenzbetriebe wuchs. Eine von Stephens ersten Entscheidungen betraf den Kauf eines Patents für einen pferdegezogenen Aufsitz-Plug, der von 1883 bis etwa 1914 als Flying Dutchman sehr erfolgreich vermarktet wurde.
Ende der 1870er Jahre arbeitete der Erfinder und Industrielle William P. Bettendorf (1854–1910) für Moline Plow.

### Moline Universal

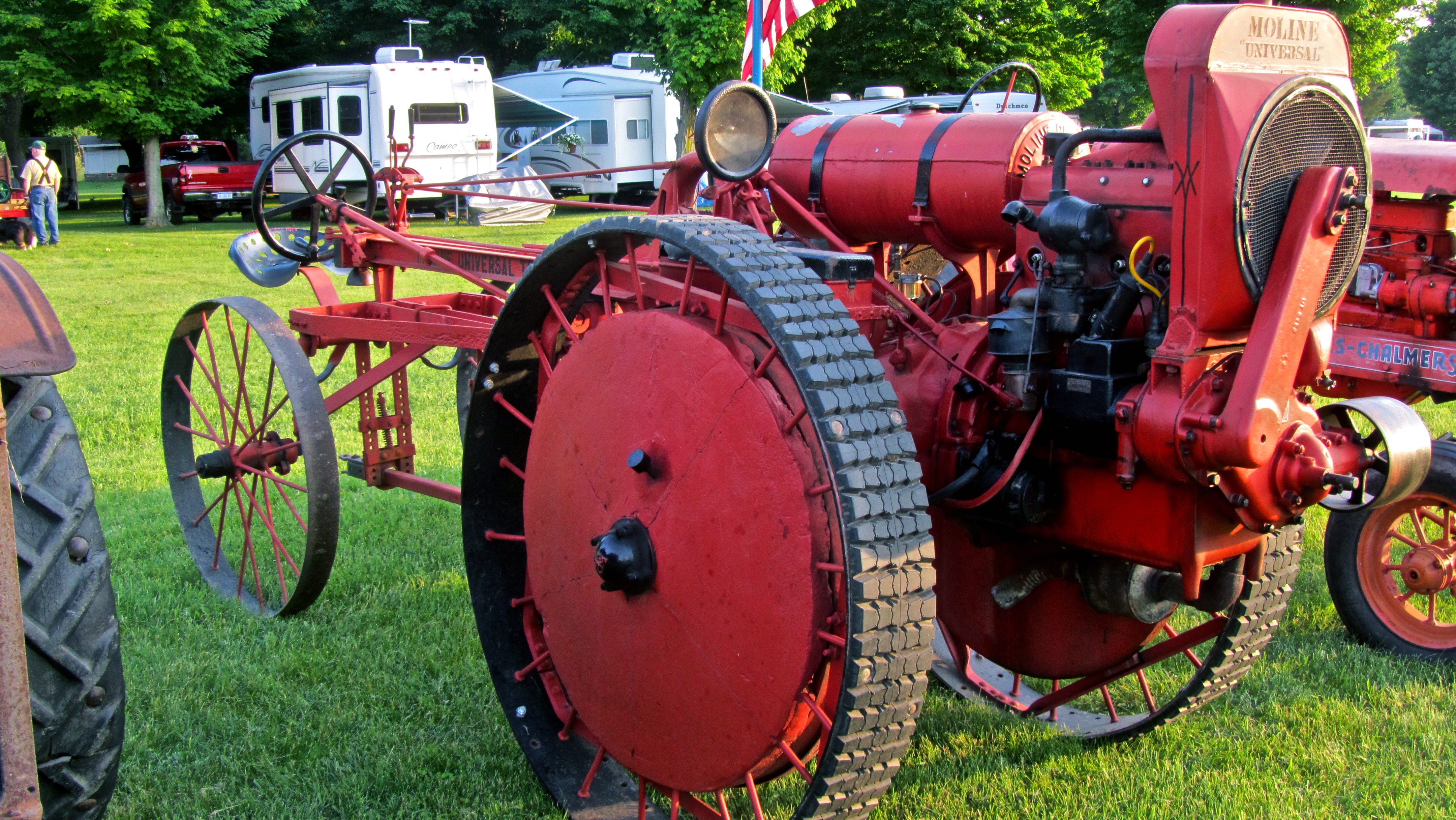
Moline Universal Traktor Modell D (1918–1923)

Dampfbetriebene Traktoren, hergestellt von Unternehmen wie Advance-Rumely, Best, Holt oder Case waren seit Ende der 1880er Jahre bekannt. Von den Herstellern von Ackerschleppern um 1904 sind nur sechs namentlich bekannt. 1920 waren es 166 Anbieter, die über 200.000 Traktoren absetzten; (nach anderer Quelle 10 Hersteller 1910 und 190 zehn Jahre später).
Der Markt wurde begünstigt durch eine in der Folge des Ersten Weltkriegs erhöhte Agrarproduktion in den USA. Sie war die Folge von Hilfeleistungen der USA an die Entente cordiale. Die Regierung förderte die Nutzung zusätzlicher Agrarflächen. Ein zunehmendes Problem waren fehlende Arbeitskräfte – verschärft nach dem Kriegseintritt der USA Ende 1917 und die Einberufung von Landarbeitern und Farmern. Viele Farmer suchten das Problem durch Mechanisierung zu mildern.
Moline Plow entschied sich 1915, in diesen Markt einzusteigen und prüfte einen von International Harvester gebauten Motorpflug, der jedoch nicht befriedigte. Stattdessen übernahm das Unternehmen noch im gleichen Jahr die Universal Tractor Company in Columbus (Ohio). Dieser Traktorenhersteller hatte 1914 eine Art Einachsschlepper entwickelt, patentiert und als Universal Cultivator Tractor auf den Markt gebracht. Es zeigte sich, dass der verhältnismäßig einfach zu handhabende Schlepper vom Markt gut aufgenommen wurde. Die neuen Eigentümer boten ihn als Moline Universal bis 1923 an.
Er hat zwei massive, angetriebene Eisenräder vorn; je nach Einsatz wird ein Arbeitsgerät wie Pflug, Egge oder Kultivator eingehängt. Dieses dient gleichzeitig als Hinterachse für die deutlich kleineren, gelenkten Räder und auch der Fahrersitz wird auf dem Arbeitsgerät angebracht. So entsteht ein Gelenkfahrzeug. Allerdings kann es entgegen seiner Bezeichnung als „Einachsschlepper“ nur in Verbindung mit einem dazu konstruierten Arbeitsgerät oder einer Hinterachse zur reinen Fortbewegung sinnvoll verwendet werden.
In der Folge einer Nachkriegs-Wirtschaftsdepression und einem heftigen Preiskrieg, den vor allem die Volumenhersteller Fordson und International Harvester austrugen, der aber die ganze Branche betraf, musste die Produktion des Moline Universal eingestellt werden. Moline Plow zog sich, wie eine Reihe anderer Hersteller, vom Traktorenbau zurück. Der ab 1934 hergestellte Minneapolis-Moline Universal ist technisch nicht verwandt.

### Stephens-Automobile

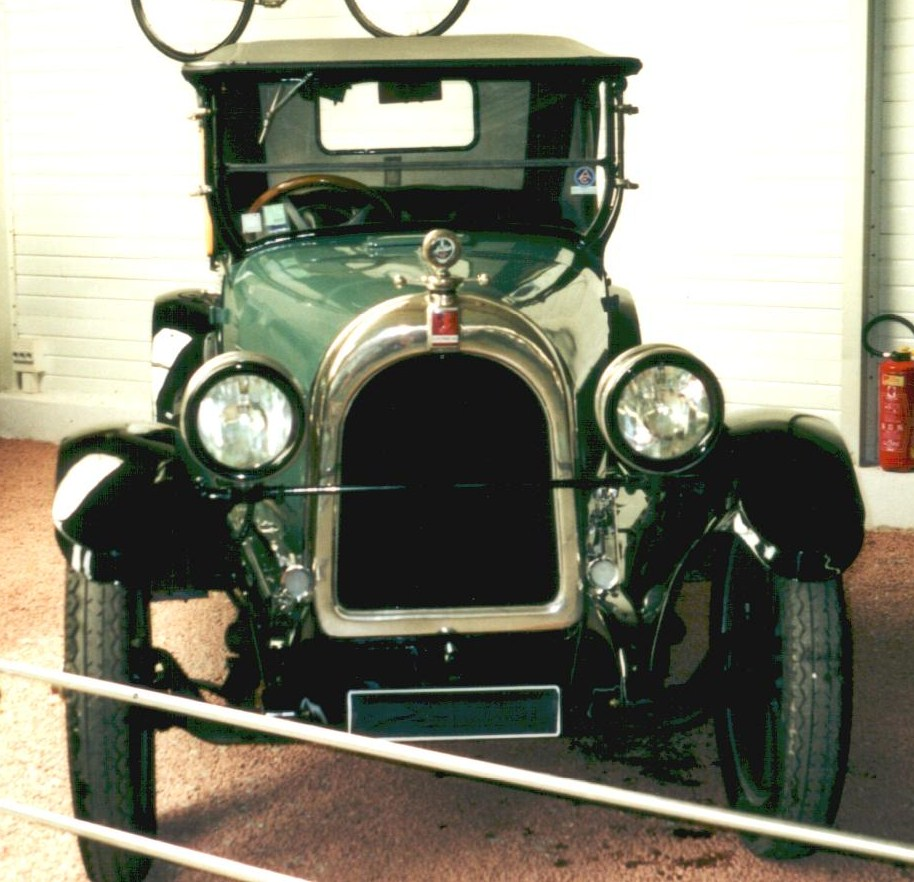
Stephens Salient Six Roadster (1922)

Ebenfalls um diese Zeit begann die Entwicklung eines Personenwagens, mit dem Markteinbußen in der Landmaschinenherstellung aufgefangen werden sollten. Der Stephens wurde von 1916 bis 1924 bei der Tochtergesellschaft Stephens Automobile Branch (von 1922 bis 1924 Stephens Motor Car Company) in Freeport (Illinois) gebaut. Die Angaben zur Produktionszahl liegen zwischen 19.146 und geschätzten 35.000 Exemplaren.
Präsident der Gesellschaft wurde G.A. Stephens, ein Sohn des Inhabers. Geschäftsführer wurde Matthew A. Steele. In den Automobilbau investierte Moline Plow aus der Notwendigkeit heraus, die Produktion zu diversifizieren und damit einen Rückgang im Landmaschinenbau aufzufangen. Der Entwurf des Automobils stammte vom Ingenieur Edward T. Birdsall, die Produktion begann im Mai 1916 in den ehemaligen Räumlichkeiten des Kutschenbauers John W. Henney & Company. Der Stephens war ein Assembled Car, d. h. ein Auto, das aus zugekauften Komponenten zusammengestellt worden war.
Zwischen 1916 (Modelljahr 1917) und 1924 entstanden die folgenden Modelle:
- 1916/1917: Stephens Six Series 60 (Motor Continental)
- 1918/1919: Stephens Salient Six Series 70
- 1920–1921: Stephens Salient Six Series 80
- 1922: Stephens Salient Six Series 90
- 1923: Stephens Six Series 10
- 1923: Stephens Six Series 20
- 1924: Stephens 6-20 Series 20

### John North Willys
John North Willys, Inhaber des Willys-Overland-Konzerns, übernahm im September 1918 51 % der Moline Plow Company. Das Unternehmen hatte zu dieser Zeit 22 Niederlassungen und 3000 Händler. Willys holte George Peek (1873–1943) als Präsidenten und dieser berief den ehemaligen US-General Hugh S. Johnson (1881–1942) als Rechtsvertreter des Unternehmens. Johnson war von 1919 bis 1927 als Firmenanwalt tätig. Beide gehörten zuvor dem War Production Board an. Peek wurde später der Leiter der Agricultural Adjustment Administration, einer Behörde innerhalb des Landwirtschaftsministeriums.
Moline Plow wurde nicht in Norths Konzern eingegliedert und die meisten früheren Führungskräfte behielten ihre Positionen auch unter dem neuen Eigentümer.

### Root & Vandervoort Engineering Company
Moline Plow verwendete in einem großen Teil ihrer Landmaschinen R & V-Benzinmotoren, die von der 1901 gegründeten Root & Vandervoort Engineering Company in East Moline (Illinois) hergestellt wurden. Dieses Unternehmen war durch unbezahlt gebliebene Rüstungsaufträge in Schwierigkeiten geraten und wurde 1920 von John Willys erworben. Es wurde als weitere Tochtergesellschaft der Moline Plow Company angegliedert.
Root & Vandervoort brachte mit der 1904 gegründeten Moline Automobile Company eine eigene Automobilproduktion ein. Das letzte Modell, der Moline-Knight mit Schiebermotor, wurde von 1920 bis 1924 als R&V Knight gebaut. Bereits ab Mitte 1917 hatte auch der Stephens Salient Six R & V-Motoren erhalten, allerdings keine schiebergesteuerten.

### Moline-LKW
Von 1920 bis 1923 stellte Moline Plow den Lastkraftwagen Moline Model 10 mit 1½ sh tn (1360 kg) Nutzlast her. Das Fahrzeug hatte einen Vierzylindermotor unbekannter Herkunft – ein R & V ist immerhin naheliegend – und ein Dreiganggetriebe. Der Radstand betrug 130 Zoll (3302 mm). 1921 und 1922 lag der Verkaufspreis bei US$ 1695,-.

### Moline Implement Company
Willys geriet kurz nach der Übernahme von R&V in ernsthafte Finanzprobleme, die auf eine Überschuldung der an sich rentablen Unternehmen zurückzuführen waren. John Willys hatte zu groß investiert und dazu hohe Kredite aufgenommen. Als ein Arbeitskampf ausbrach und eine kurze, aber heftige Rezession einsetzte, war er gezwungen, eine Sanierung des Willys-Overland-Konzerns zuzulassen. Diese wurde vom früheren leitenden General-Motors-Manager und Buick-Chef Walter P. Chrysler sehr erfolgreich durchgeführt. Willys war jedoch gezwungen, sich von großen Teilen seines Konzerns zu trennen. Dazu gehörte auch Moline Plow. Wahrscheinlich kam es im Nachgang zu diesem Besitzerwechsel zur Reorganisation als Moline Implement Company. Peeks Nachfolger als Präsident und General Manager wurde Frank G. Allen (1858–1940), der diese Position viele Jahre innehatte.
In einer Rückbesinnung auf das Kerngeschäft, die Herstellung von Landmaschinen, wurde die Herstellung von Traktoren, Automobilen und Motoren eingestellt.

### Minneapolis Moline Implement Company
1929 wurde Moline Plow Bestandteil einer Fusion mehrerer Unternehmen aus der gleichen Branche: Aus der Moline Plow Company, der Minneapolis Steel & Machinery Company (Twin City-Traktoren) und der Minneapolis Threshing Machine Company entstand die Minneapolis-Moline Implement Company mit den Markennamen Minneapolis-Moline und M-M. Sie wurde ihrerseits 1963 von White übernommen; ihre Markennamen verschwanden 1974.

## Produkte (Auswahl)

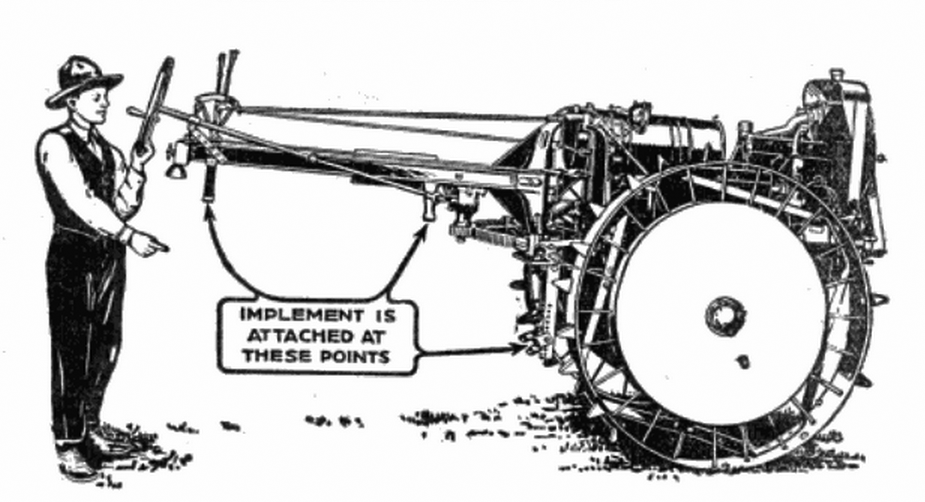
Moline Universal Modell D, Befestigungspunkte zum Anschließen von Geräten (1920)

- Flying Dutchman Aufsitz-Pferdepflug (1883–ca. 1914)[3]
- Highflying Dutchman Aufsitz-Pferdepflug
- Dutch Uncle Ernter, pferdegezogen
- Mandt Wagon Fuhrwerk
- Moline Universal Traktorsystem mit Anbaugeräten (1915–1923)
- Stephens Automobile
- Moline Model 10, LKW mit 1½ sh tn (1360 kg) Nutzlast